# Christian Wilhelm Höltich

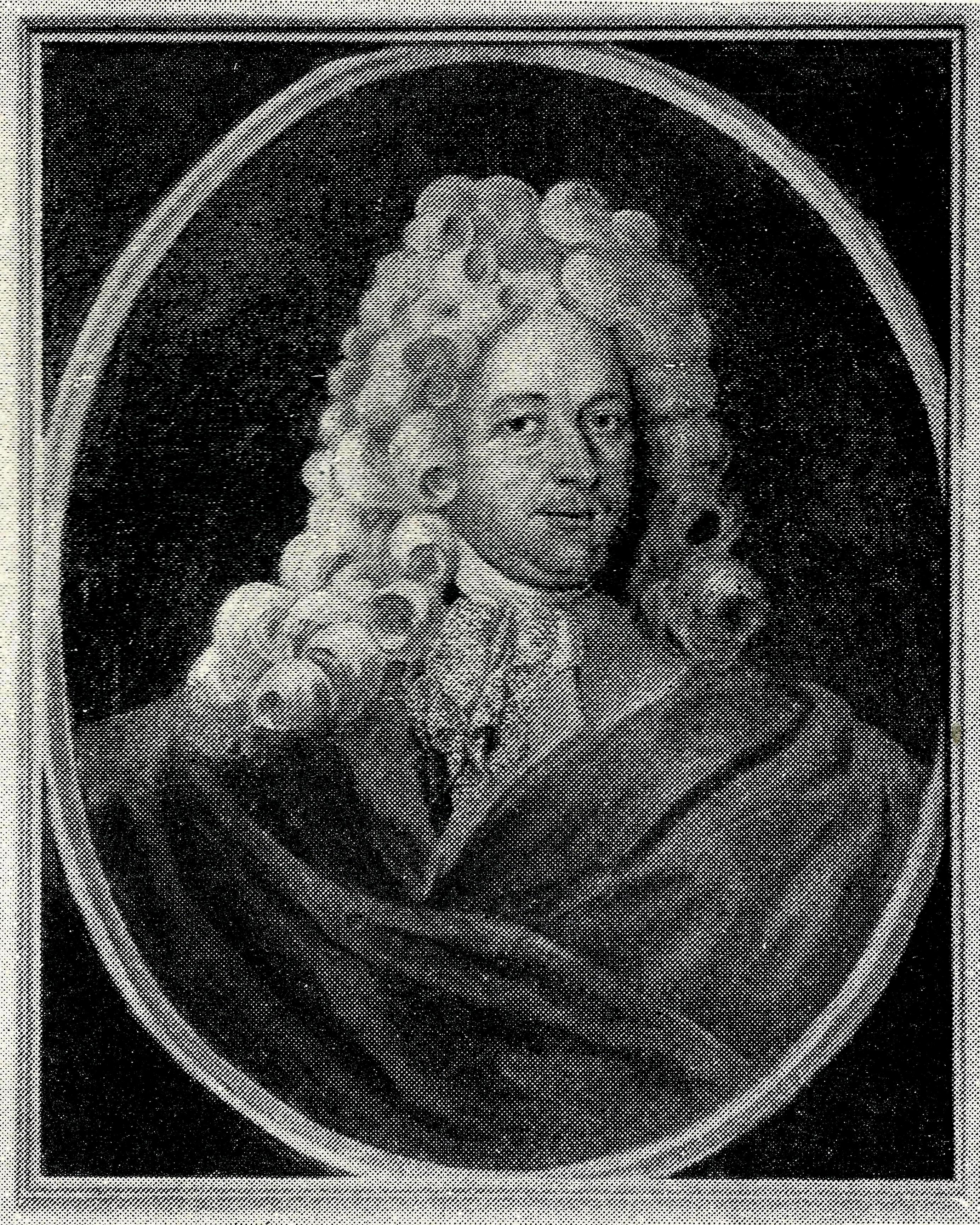
Porträt von Christian Wilhelm Höltich (Schwarz-weiße Reproduktion des farbigen Ölgemäldes im Hanseatischen Museum auf Bryggen in Bergen, Norwegen)

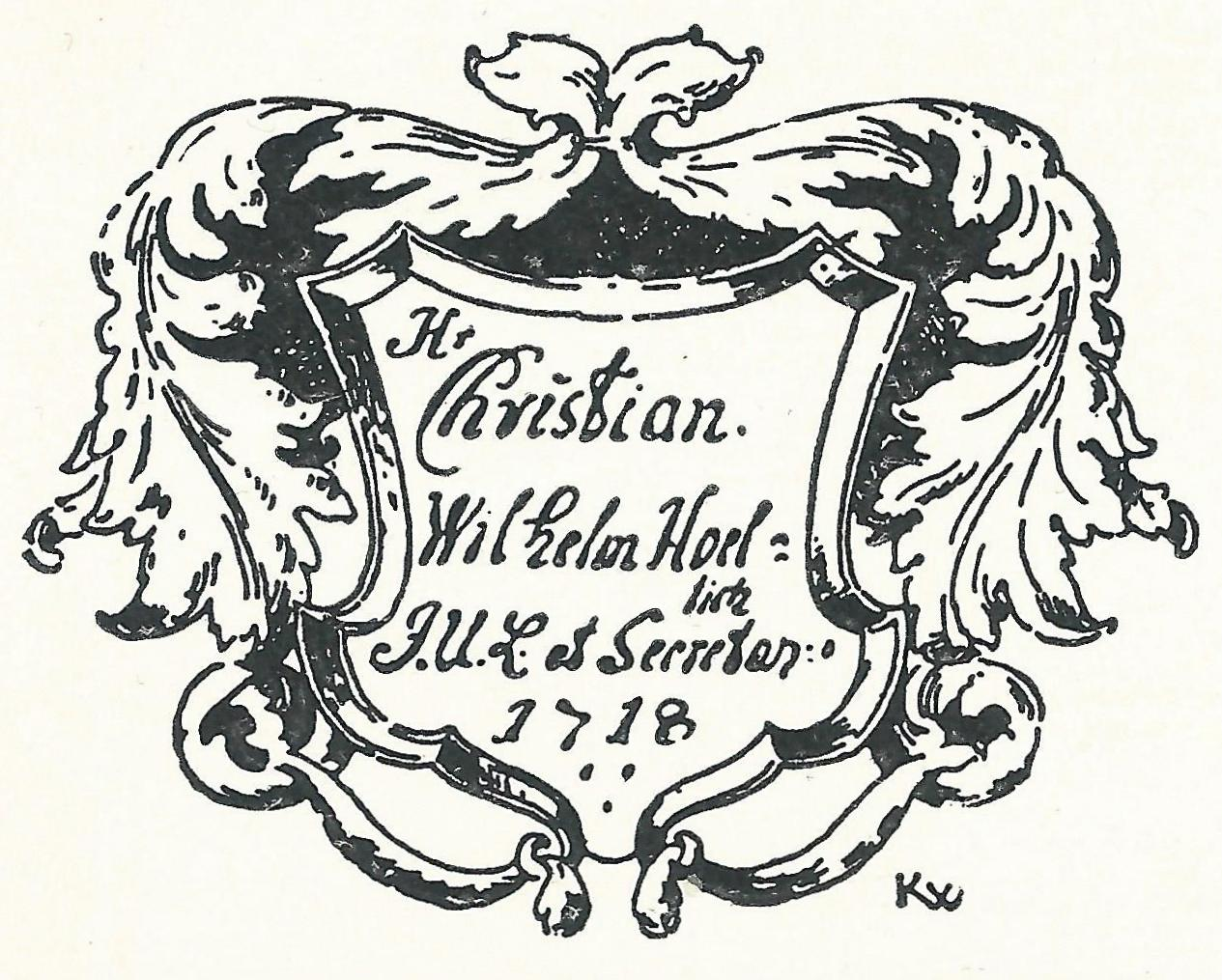
Schwarz-weiße Zeichnung von Christian Koren-Wiberg einer Erinnerungstafel als Glasmalerei an Christian Wilhelm Höltich. Original im Hanseatischen Museum auf Bryggen in Bergen, Norwegen

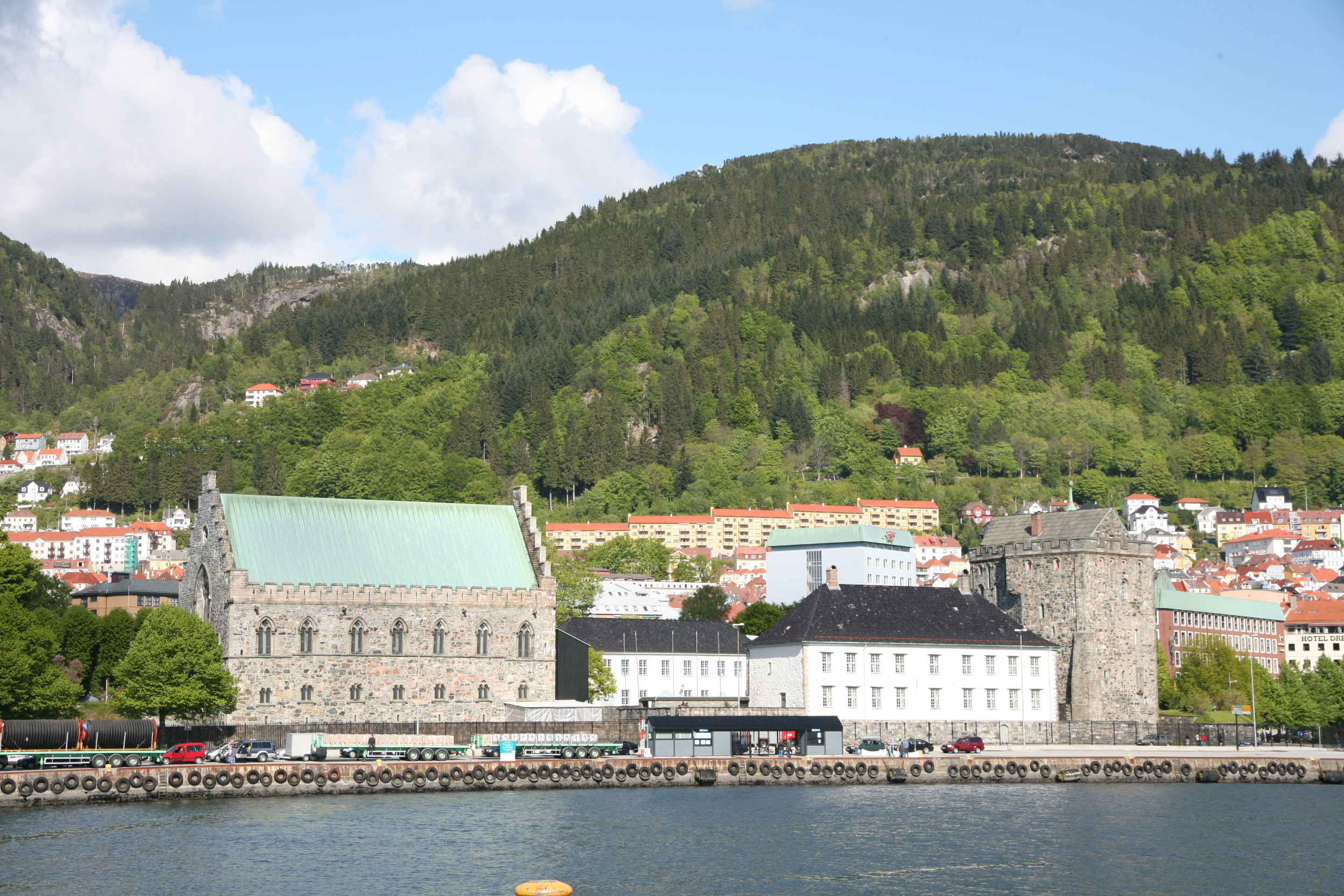
Festung Bergenhus, in der Christian Wilhelm Höltich nach dem großen Brand 1702 fünf Monate lang wohnte

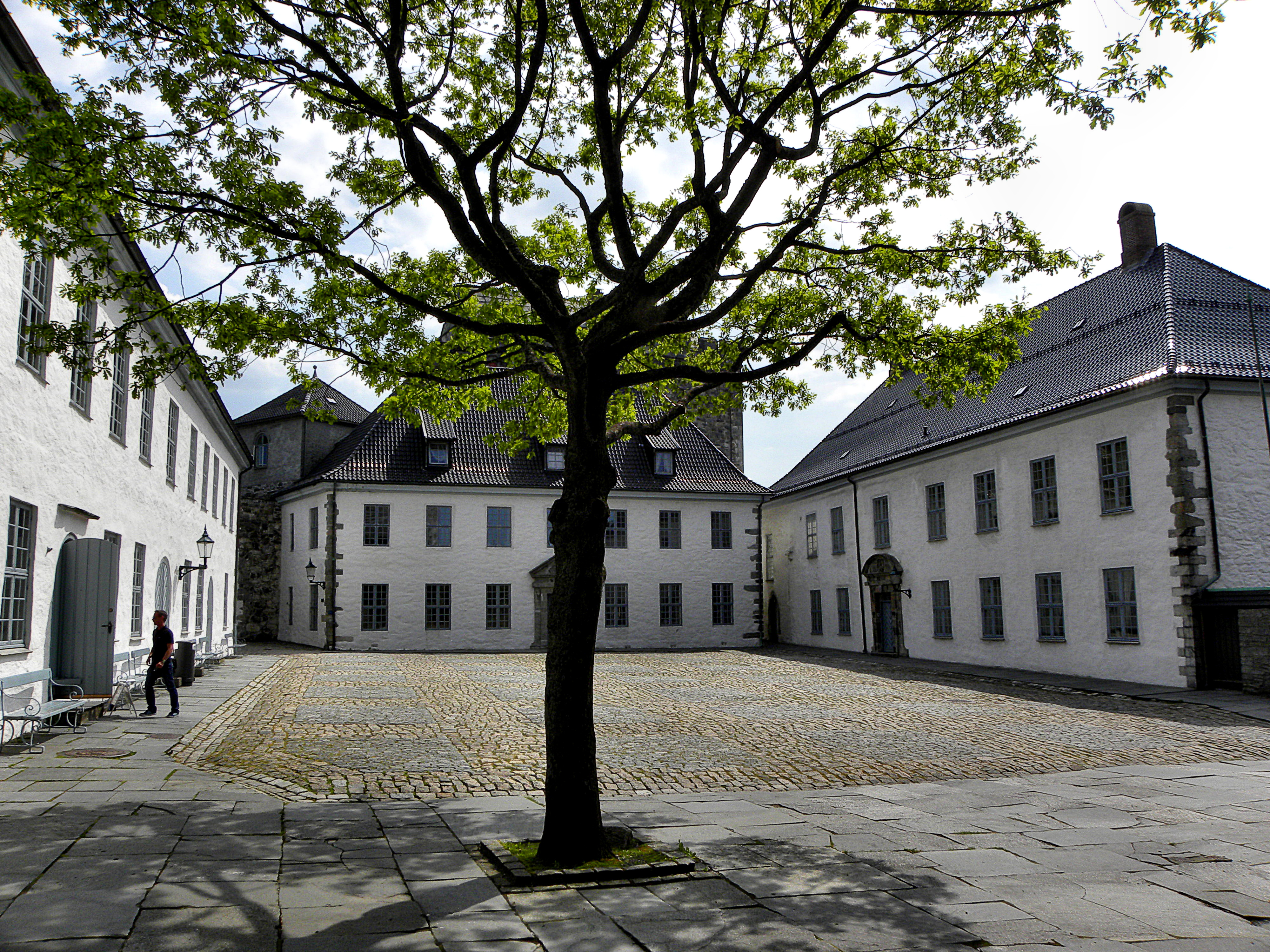
Festung Bergenhus, Innenansicht

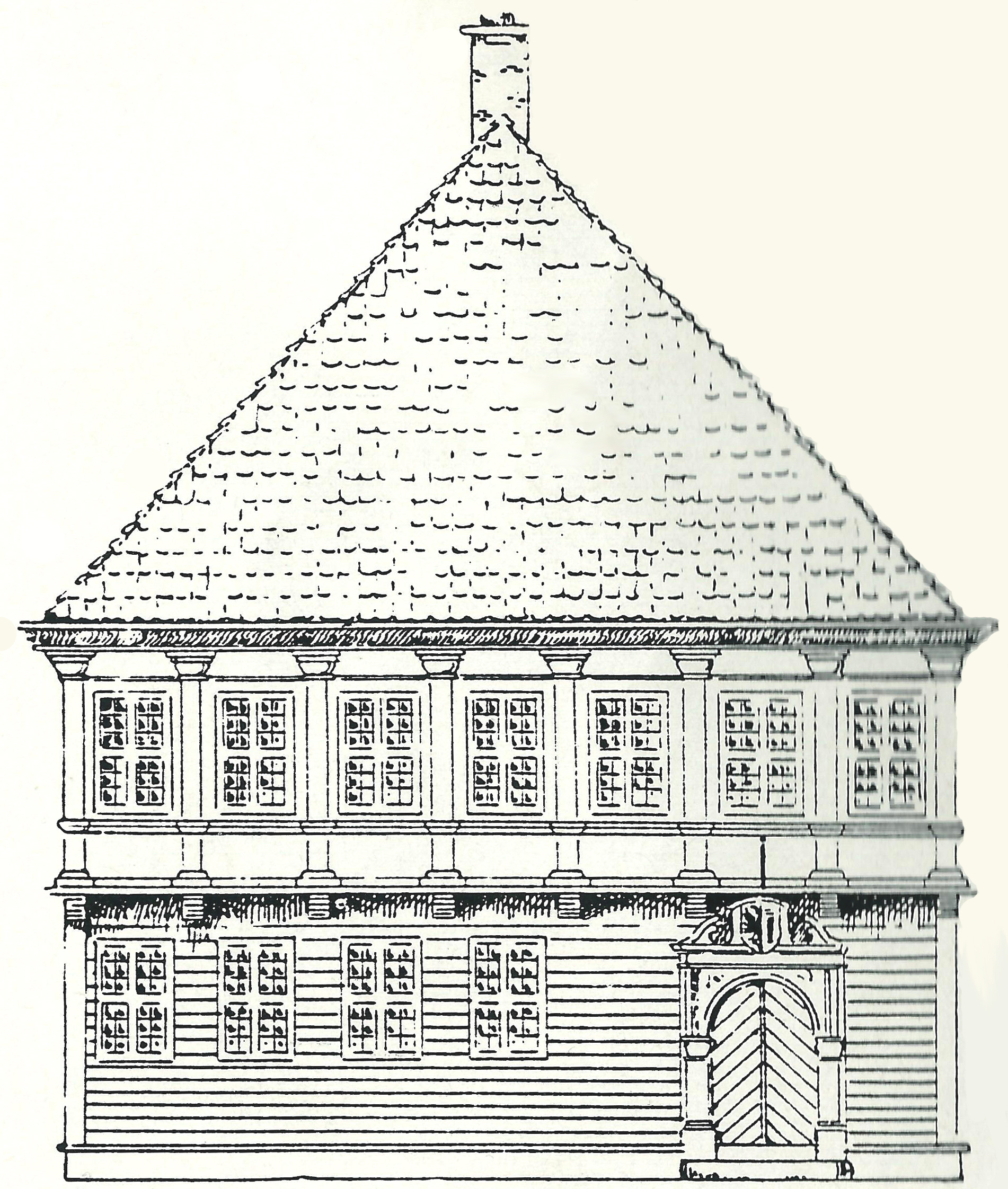
Das Kaufmannshaus um 1720, in dem Christian Wilhelm Höltich von 1712 bis 1718 wohnte und wirkte, Vorderseite. Zeichnung von Christian Koren-Wiberg

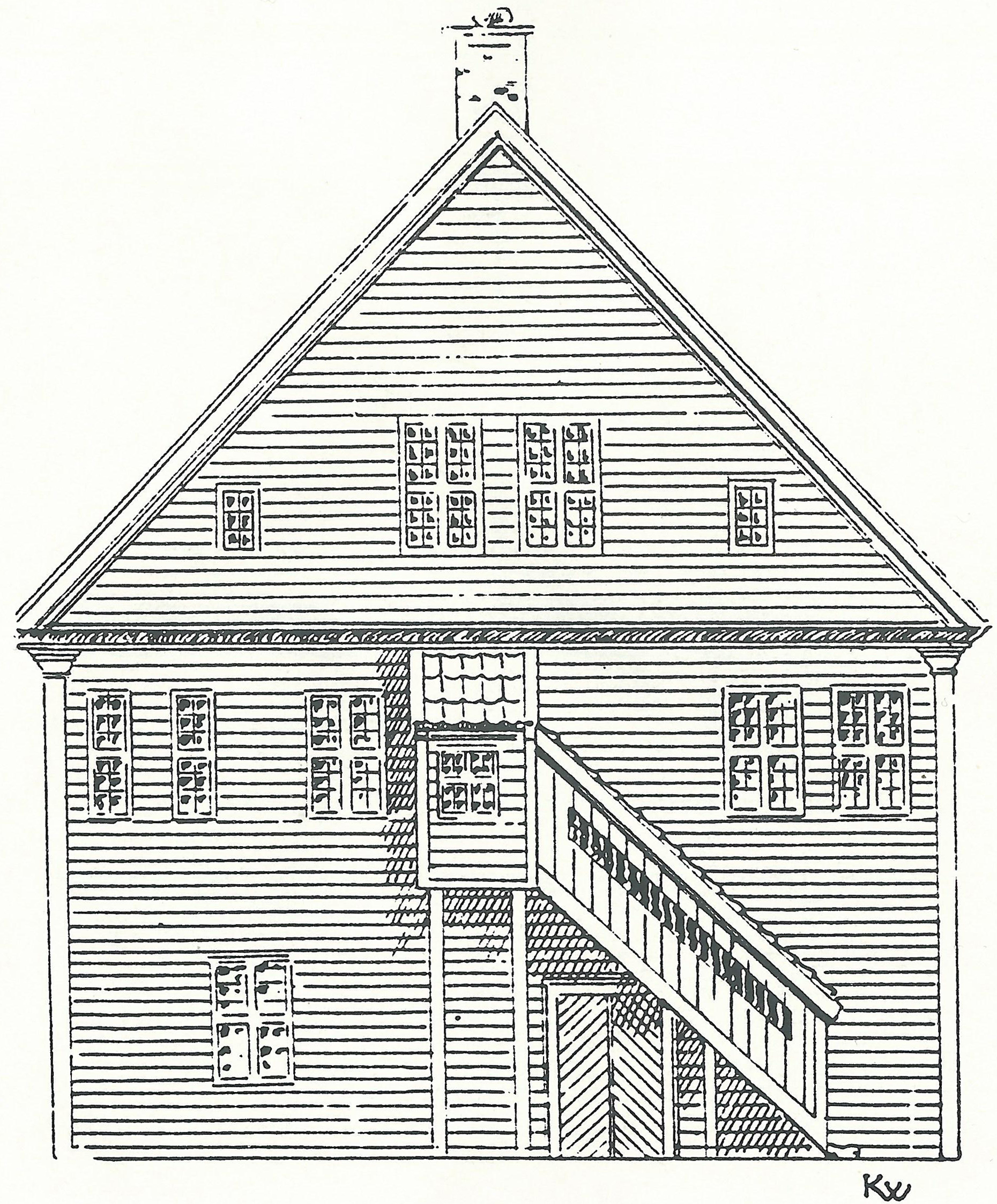
Das Kaufmannshaus um 1720, Rückseite. Zeichnung von Christian Koren-Wiberg

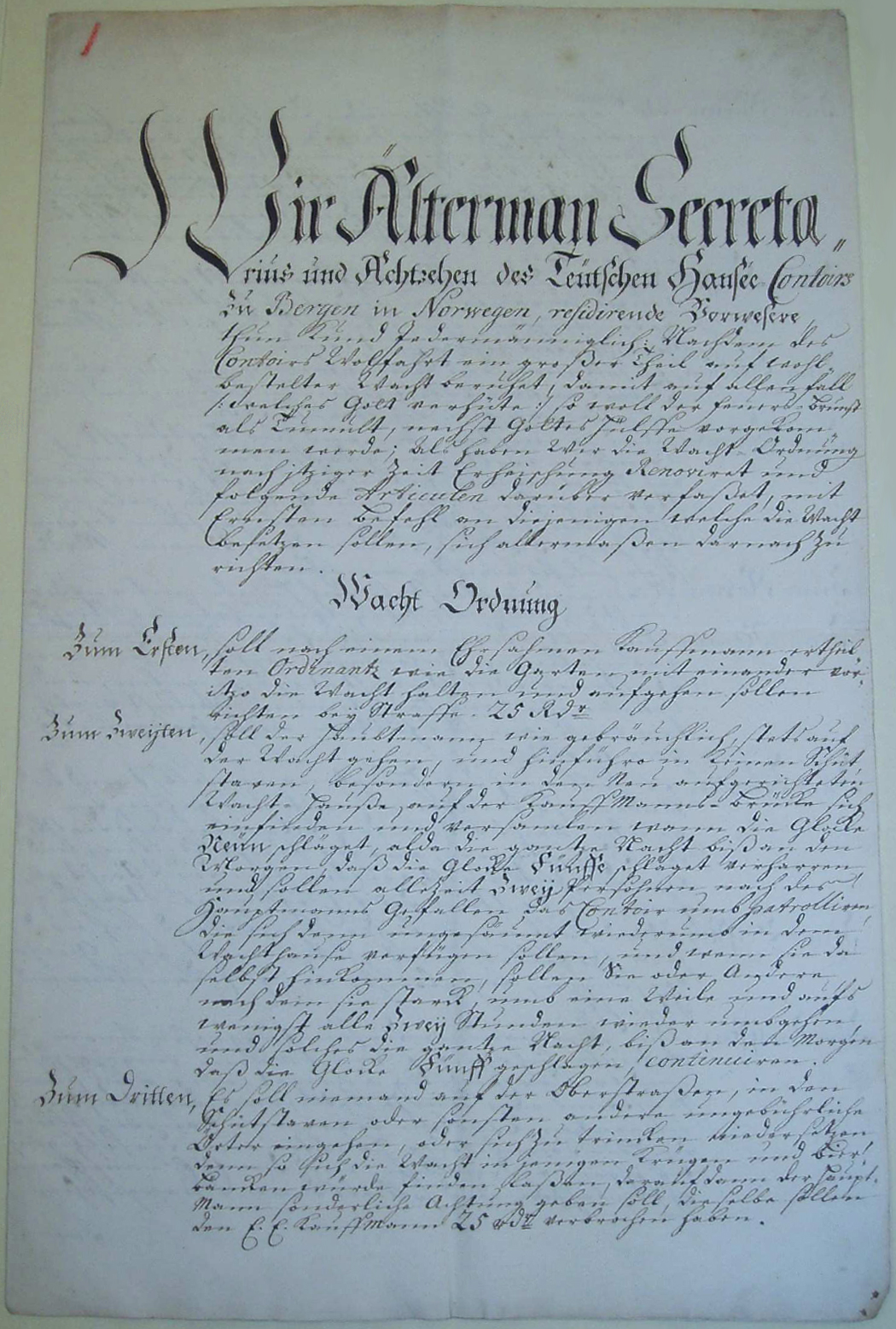
Wacht Ordnung von Christian Wilhelm Höltich, 24. Dezember 1704.

Christian Wilhelm Höltich, lateinisch Christianus Wilhelmus Höltich (* 29. März 1671 in Marienwohlde bei Mölln; † nach 1728), war Jurist und Sekretär der Bergenfahrer der Deutschen Hanse.

## Leben
Christian Wilhelm wurde als Sohn des Herzogtum Sachsen-Lauenburgischen Holzvogts (Forstmeister) Ludolph Höltich und der Engel Reißners (* 18. März 1640 in Ratzeburg) in Marienwohlde bei Mölln geboren. Als er kaum zwölf Jahre alt war, starb sein Vater Ludolph. Sein Halbbruder Johann Adolph Höltich nahm ihn bei sich in Lübeck auf, sorgte für seine Erziehung und schickte ihn auf das Katharineum zu Lübeck, dass sich unter der Schulleitung von Abraham Hinckelmann befand. Am 20. Juni 1691 immatrikulierte Christian Wilhelm sich an der Universität Wittenberg und am 4. August 1694 an der Universität Rostock. Sein Name taucht 1696 in der gedruckten Promotionsankündigung von Benedikt Peter Winckler auf. Am 4. Oktober 1697 trug ihn der Dekan der juristischen Fakultät Johann von Klein für das Examen in sein Dekanatsbuch ein. 1698 wurde Christian Wilhelm zum Lizenziat beider Rechte promoviert. Danach wirkte er als Jurist in Lübeck. Von 1699 bis 1700 führte er das Brief- und Protokollbuch des Lübecker Bergenfahrer-Kollegiums. In dieser Tätigkeit gewann er das Vertrauen der Älterleute des Kollegiums, das eine Voraussetzung seiner folgenden Nominierung als Sekretär der Deutschen Hanse im Kontor von Bergen auf Bryggen in Norwegen war. Einen Bewerber aus Hamburg lehnten die Lübecker wegen dessen unansehnlichen Äußeren ab. Da Christian Wilhelm Höltich über eine ansprechende äußere Erscheinung verfügte und auch eigenes Kapital besaß, um repräsentative Verpflichtungen nachkommen, und so feinen Leuten eine Bewirtung erzeigen zu können, stimmten auch die Hamburger neben den Lübeckern zu. Nur die Elterleute in Bremen, die die Ernennung der letzten drei Sekretäre aus Bremen durchsetzten, waren noch dagegen. Doch als Christian Wilhelm Höltich sich bereit erklärte, mit 300 statt der bisherigen 400 Reichstalern Jahresgehalt für die nächsten sechs Jahre zufrieden zu sein, stimmten auch die Bremer zu. Am 3. August 1701 wurde Christian Wilhelm Höltich vom Direktorium als Sekretär bestätigt und am 6. August vereidigt. Am 15. September trat er die Reise nach Bergen an. Zum Abschied verfasste Nathanael Schlott, der 1701 auch die hochdeutschen Verse zum Lübecker Totentanz schrieb, ihm ein Gedicht, das 1702 in dessen Poetischen Blättern erstmals erschien und ein Jahr später auch in der Anthologie Herrn von Hoffmannswaldau und anderer Deutschen auserlesener und bisher ungedruckter Gedichte (Band 3).
Vom 24. September bis zum 2. Oktober 1701 folgte ein Zwischenstopp in Kopenhagen, in Dänemark, wo er sich dem Großkanzler Conrad von Reventlow und einigen Ministern vorstellte, denn Norwegen befand sich in Personalunion unter dänischer Krone. Am 10. Oktober erreichte er Bergen und wurde am 11. Oktober in sein Amt eingeführt. In Christian Wilhelm Höltichs Amtszeit fällt der große Brand von Bergen 1702 und der Wiederaufbau der Bryggen, heute Weltkulturerbe der UNESCO. Der große Brand brach am Nachmittag des 19. Mai 1702 aus und legte fast ganz Bryggen in Schutt und Asche. Sein umsichtiges und unverdrossenes Zupacken ist die Bergung des kontorischen Archives zu verdanken. Die Bücher und Aktenbestände, sowie sein nur noch aus wenigen Stücken bestehendes Silbergerät wurden in zwei Bootsladungen auf das am gegenüberliegenden Ufer des Hafens liegende Schiff des Rostocker Schiffers Jacob Kohl in Sicherheit gebracht. Durch die Vernichtung des Kaufmannshauses obdachlos geworden, kam Christian Wilhelm Höltich bei dem Major Johann Friedrich Tuchsen bis zum Herbst auf der Festung Bergenhus unter. Dann wohnte er fünf Monate lang auf einer Bude oberhalb des Strandes und danach, ebenfalls oberhalb des Strandes, in einer geräumigeren Stube beim Schiffer Dietrich Haslop. Neben dem Aufbau der Bryggen war er auch mit der Sicherung, Bestätigung oder Rückgewinnung von Handelsprivilegien durch den dänischen König befasst. Durch den Tod von Christian V. war die Bestätigung längst notwendig geworden, doch durch den Großen Nordischen Krieg hatte sich das hingezogen. Nachdem Vermittlungsversuche durch Beamte des königlichen Hofes scheiterten und auch eine Bittschrift, die Friedrich IV. bei seinem Besuch in Bergen im Juli 1704 überreicht wurde, erfolglos blieb, wurde Christian Wilhelm Höltich beauftragt, nach Kopenhagen zu reisen, um frühere Privilegien zu erwirken. Wegen einer sehr ungünstigen Wetterlage konnte die für Oktober geplante Schiffsreise nicht vollzogen werden. Schließlich erfolgte die Reise nach Kopenhagen vom 19. November bis 15. Dezember auf dem Landweg über Oslo. Am 24. Dezember verfasste er für das Kontor zu Bergen eine dreiseitige Wacht Ordnung, die in dreizehn Punkten aufgegliedert ist. Sie befindet sich heute im Stadtarchiv in Bergen und beinhaltet Verhaltensregeln zum Brandschutz und andere Verhaltensregeln während der Wache, sowie Strafandrohung bei Nichteinhaltung der Regeln und die Art oder Höhe der jeweiligen Strafe. Der Aufenthalt in Kopenhagen dauerte eineinhalb Jahre wegen einer Reihe von Hinderungsgründen seitens des Hofes, auf die Höltich keinerlei Einfluss hatte und für die er keine Schuld trug. 1706 wurde er aus Kopenhagen nach Bergen zurückberufen. Die Kollegien in Bergen und auch das Direktorium in Lübeck waren ungehalten über die lange, weitgehend erfolglose sowie kostspielige Mission in Kopenhagen. Einen Monat vor Ablauf seiner vertraglichen sechsjährigen Amtszeit war er im Sommer 1707 in Lübeck und musste bei dem Direktorium dort Rede und Antwort stehen. Die Lübecker forderten die fällige Kündigung seines Arbeitsvertrages, die Bremer dagegen sogar seine Entlassung ohne die Erstattung seiner Unkosten für den Aufenthalt in Lübeck und die Rückreise nach Bergen. Dagegen legte er bei dem Direktorium erfolgreich Beschwerde ein, genauso gegen die Anweisung der Lübecker Älterleute, ihm für den Aufenthalt in Kopenhagen jährlich einhundert Reichstaler von seinem Gehalt abzuziehen. Nur die Bremer blieben bei ihrer Forderung, sodass es am 18. Oktober zu einem Vergleich zwischen ihnen und Christian Wilhelm Höltich kam. Letztendlich wurde er nicht entlassen, ganz im Gegenteil, der Vertrag wurde verlängert. Am 8. Januar 1709 war er wieder in Bergen. 1710 übernahm er die Vertretung einer Ältermannstelle, die er bis zu seiner Entlassung 1717 behielt, und übernahm die Ältermanngeschäfte. 1712 zog er in den noch nicht ganz fertiggestellten Neubau des Kaufmannshauses, in dem sich auch der Weinkeller des Kontors befand. Christian Wilhelm kümmerte sich um die Herabsetzung der Kriegssteuer, die erhoben wurde, weil Dänemark-Norwegen seit 1712 am Großen Nordischen Krieg teilnahm. Doch trotz des Erfolges der Herabsetzung der Steuer waren es wieder mal die Bremer, die ihm vorwarfen nicht genug diesbezüglich getan zu haben. Dieses und ein Streit Höltichs mit dem Pastor Hans Heinrich Schmidt der Marienkirche, der einen unerfreulichen Verlauf nahm und den Ruf des Kontors schädigte, führten 1717 zur Entlassung von Christian Wilhelm Höltich. Ende Mai 1717 kam sein Nachfolger Michael Christoph Siricius in Bergen an, den er das Inventar und die Kasse übergab. Elf Monate später, am 20. April 1718 trat Christian Wilhelm Höltich die Heimreise nach Lübeck an.
Zusammenfassend waren seine Verdienste die Rettung des Archives und anderer Gegenstände während des großen Brandes, der Wiederaufbau der Bryggen, die heute Weltkulturerbe der UNESCO sind, ausdauernde Bemühungen um die Bestätigungen der Handelsprivilegien, die erfolgreichen Bemühungen um die Herabsetzung der Kriegssteuern und die zusätzliche Übernahme des Ältermannamtes. Zudem war er eine Schlüsselfigur in der Organisation des Brandschutzes in Bryggen.
Eine kleine, auf Glas gemalte Erinnerungstafel in Bleifassung aus dem Jahr 1718, die in den Fenstern des vorderen Kanzleiraumes des Kaufmannshauses eingefügt war, befindet sich heute im Hanseatischen Museum in Bergen. Sein Porträt mit großgelockter Allongeperücke als Ölgemälde hängt ebenfalls dort im Eingangsbereich (Inventarnummer: HMB 422). 2015 hing das Gemälde zwischenzeitlich als Leihgabe im 2015 eröffneten Europäischen Hansemuseum in Lübeck.

### Familie
Christian Wilhelm Höltich hatte eine Tochter und einen Sohn, die er beide in Lübeck in der Jakobikirche taufen ließ, Anna Barbara Dorothea am 19. September 1726 und Joachim Werner am 7. Dezember 1728.
Christian Wilhelms Vater Ludolph Höltich hatte nacheinander mindestens zwei Ehefrauen und neben Christian Wilhelm drei weitere Söhne und eine Tochter.
- Johann Adolph Höltich, Stadtschreiber von Mölln und Jurist zu Lübeck
- Franz Heinrich Höltich, Jurist und Syndikus zu Groß-Salze
- Joachim Werner Höltich machte sich unter anderem als Stifter einen Namen.
- Die Tochter heiratete Johann Caspar Pflaume

## Schriften
- De Eleemosynis & Hospitalib. Wittenberg, 1693[14]
- Sonett auf Bendikt Peter Winckler,[15] Sohn von Anton Winckler, in Bendict Peter Wincklers Disputatio Inauguralis Iuridica De Inhibitione Iudiciali In Causis Appellationum Vulgo von Obergerichtlichen Verboth in Appellations-Sachen, Rostock 1696 (Digitalisat)
- Programma In Auguralis Juridica De Praerogativis Principum S. R. I., Vulgo Von dem Vorrecht Der Deutschen Fürsten Des Heiligen Römischen Reiches, Rostock, 1698 (Digitalisat)
- Dissertatio In Auguralis Juridica De Praerogativis Principum S. R. I., Vulgo Von dem Vorrecht Der Deutschen Fürsten Des Heiligen Römischen Reiches, Rostock, 1698 (Digitalisat)
- Programma In Auguralis Juridica De Praerogativis Principum S. R. I., Vulgo Von dem Vorrecht Der Deutschen Fürsten Des Heiligen Römischen Reiches, Güstrow, 1705 (Neuauflage) (Digitalisat)
- Dissertatio In Auguralis Juridica De Praerogativis Principum S. R. I., Vulgo Von dem Vorrecht Der Deutschen Fürsten Des Heiligen Römischen Reiches, Güstrow, 1705 (Neuauflage) (Digitalisat)
- Dissertatio In Auguralis Juridica De Praerogativis Principum S. R. I., Vulgo Von dem Vorrecht Der Deutschen Fürsten Des Heiligen Römischen Reiches, Jena, 1756[16] (Neuauflage)